# ビリー・マーティン (シンガーソングライター)
ビリー・マーティン（Billie Marten、本名Isabella Sophie Tweddle 1999年5月27日 - ）は、イングランドのシンガーソングライター。

## 略歴
イングランドのノース・ヨークシャーのリポンで生まれる。地元にあるリポングラマースクールで学ぶ。
2014年にデビューEP「Ribbon」、翌年に2作目のEP「As Long As」を発表したあと2016年にRCAレコードからデビューアルバム『Writing of Blues and Yellows』をリリースした。

## ディスコグラフィ

### アルバム
- Writing of Blues and Yellows (2016)
- Feeding Seahorses by Hand (2019)
- Flora Fauna (2021)
- Drop Cherries (2023)

### EPs
- Ribbon (2014)
- As Long As (2015)
- Acoustic EP (2021)

### シングル
- Ribbon (2014)
- Heavy Weather (2015)
- Out of the Black (2015)
- Bird (2015)
- As Long As (2015)
- Milk & Honey (2016)
- La Lune (2016)
- Lionhearted (2016)
- White Christmas (2016)
- Mice (2018)
- Blue Sea, Red Sea (2018)
- Betsy (2019)
- Cartoon People (2019)
- Orange Tree (2020)